# Сражение при Касалье
Сражение при Касалье (ит. Battaglia di Casaglia) — сражение во время Неаполитанской войны 1815 года. Австрийские войска под командованием Иоганна Фридриха фон Мора разбили у деревни Касалья, в семи милях к северо-западу от Феррары, неаполитанскую армию Иоахима Мюрата.

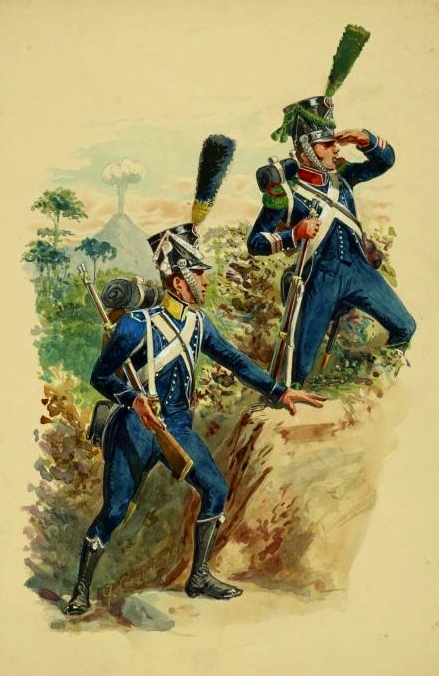
Неаполитанская лёгкая пехота.

После поражения в сражении при Оккьобелло, неаполитанцы остановили наступление и заняли оборонительную линию на реке По. Однако Мюрат все еще продолжал угрожать удерживаемому австрийцами городу Феррара, который подвергался атакам с 7 апреля. Главнокомандующий австрийскими силами на северном берегу реки По Иоганн Фримон решил прорваться со своего плацдарма у Оккьобелло и вытеснить Мюрата с его позиций, чтобы вынудить его снять осаду Феррары.
Мюрат расположил дивизию генерала Амбросио на своем правом фланге, к северо-западу от Феррары, вокруг деревень Равале и Касалья. Утром 12 апреля австрийцы быстро разбили неаполитанцев в Равале, и в тот же день австрийская колонна под командованием генерала Мора атаковала более крупные неаполитанские силы, окопавшиеся в Касалье. После ожесточенных боев в деревне австрийцы сломили сопротивление защитников и к вечеру вытеснили неаполитанцев с их позиций. При отступлении неаполитанцы понесли тяжелые потери. Остальные войска отступили по дороге в Болонью, и многие солдаты дезертировали. На следующий день без серьезных боев перед австрийцами пала Мирандола, и Мюрат был вынужден отступить со своей оборонительной позиции и отвести войска от Феррары.